# (4055) Magellan
(4055) Magellan (1985 DO2) – planetoida z grupy Amora okrążająca Słońce w ciągu 2,46 lat w średniej odległości 1,82 j.a. Odkryta 24 lutego 1985 roku.